# Großsteingräber bei Holte-Lastrup
Die Großsteingräber bei Holte-Lastrup waren drei Grabanlagen der jungsteinzeitlichen Trichterbecherkultur nahe dem zur Gemeinde Lähden gehörenden Ortsteil Holte-Lastrup im Landkreis Emsland (Niedersachsen) von denen heute nur noch zwei existieren. Grab 1 trägt die Sprockhoff-Nummer 869, Grab 2 die Nummer 868.

## Lage
Die beiden erhaltenen Gräber befinden sich südwestlich von Holte-Lastrup in einem Waldstück. Grab 2 liegt nur 100 m nordwestlich von Grab 1. Ein ursprünglich nahe bei diesen beiden Anlagen gelegenes drittes Grab ist im 19. Jahrhundert zerstört worden.

## Beschreibung

### Grab 1
Das Grab besitzt eine ost-westlich orientierte Kammer, bei der es sich wohl um einen Großdolmen handelt. In ihrem ursprünglichen Zustand dürfte sie vier Wandsteinpaare an den Langseiten, je einen Abschlussstein an den Schmalseiten und vier Decksteine besessen haben. Als Ernst Sprockhoff das Grab im Jahr 1927 dokumentierte, fand er den westlichen Abschlussstein, zwei angrenzende Wandsteine der Nord- und drei angrenzende Wandsteine der Südseite in situ stehend vor. Der westliche Deckstein ist zerbrochen, liegt aber noch auf den Wandsteinen auf. Die restlichen drei Decksteine liegen zerbrochen im Inneren der Kammer. Eine neuere Dokumentation hat ergeben, dass die bei Sprockhoff als fehlend angenommen beiden östlichen Wandsteine der Nordseite tatsächlich noch vorhanden sind.

### Grab 2

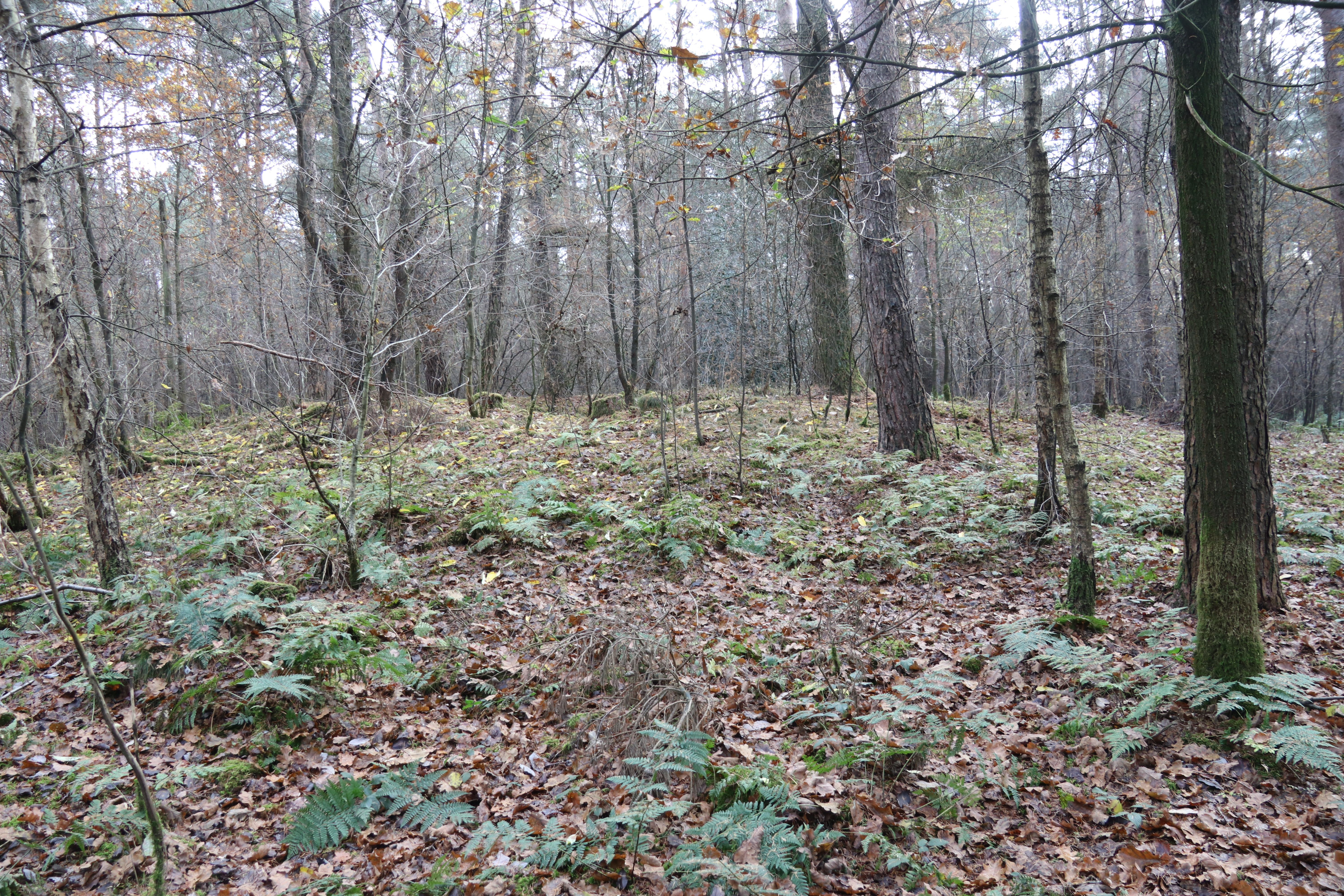
Großsteingrab Holte-Lastrup 2

Diese Anlage ist der ersten sehr ähnlich. Die Grabkammer ist nordost-südwestlich orientiert und besaß ursprünglich ebenfalls vier Wandsteinpaare an den Langseiten, zwei Abschlusssteine und vier Decksteine. Gemäß der Rekonstruktionszeichnung Sprockhoffs dürfte es sich auch um einen Großdolmen handeln. In situ sind lediglich drei Wandsteine der nordwestlichen und zwei der südöstlichen Langseite erhalten. Im Inneren der Kammer liegen zwei in mehrere Bruchstücke gesprengte Decksteine.